# Тамаш Есе
Тамаш Есе (мађ. Esze Tamás (1666, Тарпа, Аустро-угарска — 27. маја 1708, Нитра), вођа мађарских сељачких лидера (круци) у бунту против аустријскиог племства. Од 1702. главни координатор устанка против Хабзбурга.